# 同行評審

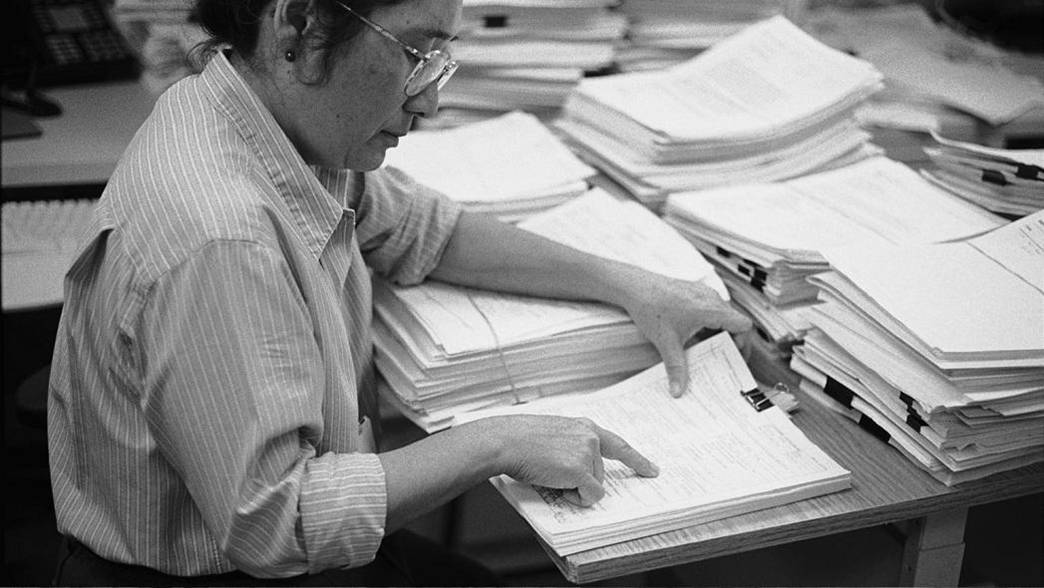
美国国家卫生研究院的一位评审人员正在评估一份研究经费申请

同行评审（英語：peer review，在部分学术领域亦称 refereeing；又译作同行评议、同侪评阅、同侪审查），是一种由具备相似专业能力的同行（同侪）对作品或成果进行评估的过程。它作为一种行业内部自我监管机制，旨在维护专业标准、提升成果品質，并增强成果的可信度。
同行评审广泛应用于学术界及各类专业领域。例如，在学术界，学术同行评审通常用于评估学术论文是否达到发表标准；在医学、工程学等领域，也存在各自的同行评审机制（如医学同行评审）。
此外，同行评审亦可作为教学工具，帮助学生改进写作质量。
同行评审制度的历史可追溯至17世纪，亨利·奥尔登堡（Henry Oldenburg，1619－1677）被认为是现代科学同行评审制度的奠基人。此制度在随后几个世纪逐渐发展完善，《自然》杂志自1973年起将其确立为标准实践。术语 "peer review" 则自1970年代初起被广泛采用。
2017年，莫斯科高等经济学院竖立了一座纪念同行评审制度的雕像。

## 专业领域
专业领域的同行评审侧重于评估专业人士的工作表现，旨在提升质量、维护标准，或为认证提供依据。在学术界，同行评审常用于评估教职人员的晋升与终身教职资格。
一种早期的专业同行评审原型可见于《医师伦理》（Ethics of the Physician），由伊斯哈克·本·阿里·鲁哈维（Ishāq ibn ʻAlī al-Ruhāwī，854－931）撰写。他建议，医生每次探访病患时应留存病情记录，病患康复或去世后，医师的记录须由当地医务委员会审核，以判断治疗是否符合医疗标准。
在医疗保健领域，专业同行评审极为常见，通常称为临床同行评审。此外，同行评审亦细分为医师同行评审、护理同行评审、牙科同行评审等。
许多其他专业领域亦采用同行评审机制，如：会计学、法律、工程学（如软件同行评审、技术同行评审）、航空业，乃至森林火灾管理领域。
在教育领域，同行评审常被用作促进学习的工具，尤其能帮助实现布卢姆教育目标分类学中认知与情感领域的高阶学习目标。形式包括模拟学术出版中的同行评审流程。

## 学术领域
在学术出版中，同行评审（又称学术同行评审）是评估学术论文、研究提案和专著是否达到发表标准的重要程序。此过程通常由与作者具备同等或更高专业能力的研究者匿名进行评议，旨在确保研究的质量、原创性与可靠性。

## 医学领域
医学同行评审可分为四类：
1. 临床同行评审：评估患者护理经历的过程，是持续专业实践评估与针对性专业实践评估的重要组成部分，亦有助于医疗人员的认证及特许执业。[44][45]
2. 医师与护士的临床教学技能评审。[46][47]
3. 学术期刊文章的科学同行评审。[48][49]
4. 针对医学期刊已发表文章的临床价值开展的二次同行评审。[50][51]

此外，美国医学会亦将“医学同行评审”一词用于指代改进医疗机构质量与安全的过程，或评价临床行为是否符合专业协会标准。
医学界普遍认为同行评审是确保学术出版可信性及临床疗法安全有效的最佳途径。但“医学同行评审”一词尚缺乏统一标准，在数据库检索中表现不一。

## 技术领域
在工程学领域，技术同行评审是一种标准化的评审程序，旨在由同领域专家组成的小组对产品或项目进行缺陷识别和修正。评审小组成员一般不超过六人，涵盖产品全生命周期内相关阶段，通常在开发阶段或阶段性里程碑之间进行。

## 政府政策
自1999年起，欧盟在开放协调法（Open Method of Co-ordination）中运用同行评审，推进积极劳动力市场政策的发展。2004年起，欧盟又在社会包容政策领域推行同行评审机制。
该类评审活动每年组织约八次，由一个“主办国”开放某项政策或举措，邀请约六个“评审国”及相关欧洲层级的非政府组织（NGO）参与评审。评审会议通常为期两天，期间还包括实地考察相关政策的实施情况。会前，专家撰写评审报告，各参与国提交评议意见，评审结果随后公开发布。
联合国欧洲经济委员会通过环境绩效评审（Environmental Performance Reviews）开展同行评审（称为“同行学习”），评估成员国在改进环境政策方面的进展。
在美国，加利福尼亚州是唯一法定要求进行科学同行评审的州份。1997年，加州通过《第1320号参议院法案》（SB 1320），规定在任何加利福尼亚环境保护署（CalEPA）下属机构发布最终法规前，相关科学依据须经过独立的外部同行评审。此要求已纳入《加利福尼亚州健康与安全法典》第57004条。

## 教学
教学中的同行评审，又称学生同行评估（英語：student peer assessment），是指学生之间通过合作，对彼此的写作作品进行反馈，以帮助作者完善和发展其写作内容。该方法广泛应用于中学与高等教育阶段，作为写作教学的重要环节之一，通常通过小组形式，由学生互评作品、提供反馈和修改建议。这一过程不仅有助于写作能力提升，也促进学生间的交流与合作，增强写作者的自我认同。
除了在英语与写作学课堂中广泛使用，同行评审也逐渐应用于其他需要写作作为课程组成部分的学科，如社会科学与自然科学。
课堂中的同行评审能提升学生对自身作品及整体课堂环境的投入感。了解作品在被教师评定前如何被同侪阅读，有助于学生澄清观点、增强针对不同读者群体的表达能力，并为未来在专业领域中评审同事作品积累经验。研究发现，学生对同侪作品的反馈普遍较为积极，同行评审过程可增强写作者的信心与写作动力。
然而，也有学者批评学生同行评审的效果，认为部分学生缺乏给予建设性意见的能力，或由于写作水平不足，反馈质量参差不齐。对于发展性写作者，若自认为写作水平不如同学，可能会缺乏信心，不愿提出建议或寻求帮助。由于学生对自身作品常有情感投入，也可能在面对反馈时表现出抗拒或敏感。若教师未能有效指导，学生可能匆忙完成反馈，或提供不准确的表扬或批评，影响评审质量。
针对上述问题，教师可通过示范评审案例、明确反馈重点，或结合在线学习管理系统进行技术支持，提升同行评审效果。不同年龄段的学生，参与评审的能力和收获也有所差异，通常高年级学生反馈质量更佳。但无论年龄，同行评审均可作为帮助学生学习修改写作的重要方法。随着教育技术不断发展，同行评审方法和工具亦将持续演进。

## 研讨型同行评审
研讨型同行评审（英語：Peer seminar）是一种结合学术报告与竞赛性质的同行评审方法。在此过程中，参与者轮流进行报告，各自有固定的时间介绍自己研究的课题，报告主题可相同也可不同。由于报告通常涉及某种形式的竞争性评价机制，营造出具有挑战性的学术氛围。该形式允许报告者以更具个人色彩的方式阐述内容，同时通过吸引听众的关注和互动，提升交流效果。
此类研讨活动与学术会议中的会议报告相似，但报告时间一般更充裕，且在过程中听众可以随时提问或对报告效果进行反馈。

## 写作中的同行评审
专业同行评审通常聚焦于提升专业人员的表现、维护标准或授予认证。写作中的同行评审（英語：peer review in writing）是同行评审实践中的一个重要分支，尤其在学术领域，由教师引导、学生参与的写作同行评审过程广为使用，成为学术写作与专业写作训练的重要组成部分。这一过程有助于确保学术作品的质量、有效性与可信度。
然而，尽管写作同行评审已被广泛应用，其方法和效果仍存在争议。部分学者认为该过程缺乏一致性与明确性，实施标准分散，教学实践中存在不稳定性。批评者指出，在学生缺乏提供建设性反馈能力或写作技能有限的情况下，同行评审的效果往往受限。因此，如何改进写作同行评审的组织方式与指导策略，仍是当前教学研究的重要课题。

## 批评
学术界对于同行评审制度一直存在不少批评，许多研究指出其中存在的结构性问题。
一个较为突出的问题是“角色双重性”现象，即参与者既是被评审者，又同时担任评审者的角色。研究显示，这种双重角色会导致评审者在评审过程中出现策略性行为，意图提高自身被积极评价的可能性，从而影响评审的公正性。
此外，同行评审普遍存在“发表偏倚”问题，许多研究显示，学术期刊对“负面研究结果”的发表存在偏见，导致医学知识体系信息失衡。正如《皇家医学会杂志》所指出：“谁愿意读一些无效的研究？那很无聊。”
同行评审过程中的沟通障碍与认知差异，也常影响作者表达原意。例如期刊《College Composition and Communication》的评审工作，常因作者背景多元，评审者的偏见差异大，导致意见冲突。教师也常批评课堂内的同行评审“占用时间”且“对已知成绩无关紧要”。
这些问题导致不少学生认为同行评审“无意义”。尤其在高等教育课堂，学生主要获取反馈的对象通常是教师，教师意见权威性高，学生易倾向迎合教师立场，影响了同行反馈的价值。Benjamin Keating 的研究发现，主修写作的学生更看重同伴反馈，非写作专业学生则常忽视同侪评审价值，反映出同行评审需要一定的专业水平，缺乏写作背景的学生难以充分利用同行反馈。
此外，公共知识平台如维基百科的编辑结构，也被指出存在与学术界类似的评审主观性问题。有案例指出，维基百科社群内的系统性拒绝和不可验证的“把关行为”与学术同行评审中的排他性现象相似。
Elizabeth Ellis Miller 等学者指出，学生在课堂中的同行评审往往存在以下问题：
1. 缺乏训练：缺少系统指导，不清楚如何给出建设性反馈；
2. 参与度低：认为是无聊的课堂任务，缺乏投入，反馈流于表面；
3. 时间不足：课堂分配时间有限，难以进行深入评审。

此外，学生评审者和作者往往无法完全排除个人情绪，反馈中容易夹杂正面或负面情感，影响了评审的客观性与效果。
Pamela Bedore 和 Brian O'Sullivan 的研究也认为，大多数非专业写作者在同行评审中，仅关注表层语法或句法修改，缺乏对作者写作意图的理解，难以提供促进作者实现写作目标的反馈。他们指出：“同行评审不仅应关注改进写作，更应帮助作者实现写作意图。”

## 替代方案
学术界已有多种针对同行评审的替代方案提出，例如科学研究经费分配中的随机拨款（funding-by-lottery）模式。

## 比较与改进
学者 Magda Tigchelaar 通过一项实验，比较了自我评估、同行评审和无评审三种写作反馈模式对学生写作能力的影响。她将学生分为三组，在四次写作任务中观察每组变化，结果显示只有“自我评估组”写作能力有显著提升。研究认为，自我评估可帮助作者更清楚了解不同阶段的修改目标，自主性更高，而同行评审往往缺乏结构性，反馈内容零散，难以满足作者期望。
另有学者建议，在课堂作业中，不必完全依赖学生互评，可由教学助理协助评审，因其具备更多写作经验，反馈质量更稳定且偏见更少。
Stephanie Conner 和 Jennifer Gray 认为，许多学生在同行评审环节反馈有限，原因在于缺乏信心，不敢提供实质性建议。她们提出改进策略，例如可将评审过程分组，由学生口头陈述写作意图，组员记录并分析，再拓展至全班共享反馈，扩大评审来源并提升反馈专业度。
为减少同行评审中的沟通偏差，学生可主动向评审者提出三项针对性问题，有助于明确修改方向，提升反馈质量，并促进评审双方的信任感。
随着技术发展，同行评审模式也在不断演变。Mimi Li 研究发现，使用在线同行评审工具（如 Turnitin PeerMark）能显著改善传统课堂评审中的反馈问题。这类工具提供多种文本编辑和反馈功能，如内置问题引导、针对性批注，能促进学生写作能力和成绩的提升。

## 延伸阅读
- Baldwin, Melinda (2018). "Scientific Autonomy, Public Accountability, and the Rise of "Peer Review" in the Cold War United States". Isis. 109 (3): 538–558.
- Lee, Carole J.; Sugimoto, Cassidy R.; Zhang, Guo; Cronin, Blaise. . Journal of the American Society for Information Science and Technology. 2013, 64 (1): 2–17. doi:10.1002/asi.22784 （英语）.
- Bazi, Toni. . International Urogynecology Journal. 2020, 31 (3): 481–4839 December 2019. PMID 31820012. S2CID 208869313. doi:10.1007/s00192-019-04187-2.
- Tomkins, Andrew; Zhang, Min; Heavlin, William D. Fiske, Susan T. , 编. . 美国国家科学院院刊. 2017, 114 (48): 12708–12713November 2017. Bibcode:2017PNAS..11412708T. PMC 5715744 . PMID 29138317. doi:10.1073/pnas.1707323114 . 已忽略未知参数|orig-date= (帮助)
- Martín, Eloisa. . Current Sociology. 2016, 64 (5): 691–698. doi:10.1177/0011392116656711 .
- Hames, Irene. . Oxford, UK: Blackwell Publishing. 2007. ISBN 978-1-4051-3159-9.